# Synanthedon pyri
Synanthedon pyri is een vlinder uit de familie wespvlinders (Sesiidae), onderfamilie Sesiinae.
Synanthedon pyri is voor het eerst wetenschappelijk beschreven door Harris in 1830. De soort komt voor in het Nearctisch gebied.